# Saison 2025 de l'équipe cycliste Canyon-SRAM zondacrypto
La saison 2024 de l'équipe cycliste CANYON//SRAM zondacrypto est la vingt-quatrième de la formation allemande.

## Préparation de la saison

### Partenaires et matériel de l'équipe
Le partenaire principal de l'équipe est la marque de cycles Canyon. Le groupe équipant les vélos est fourni par SRAM. La marque Rapha fournit l'habillement.

### Arrivées et départs
L'équipe perd Élise Chabbey qui rejoint la formation FDJ-Suez. 
La leader Cecilie Uttrup Ludwig fait le chemin inverse, alors que la sprinteuse italienne Chiara Consonni arrive depuis la formation UAE Team ADQ.
| Arrivées              | Équipe 2024             |
| --------------------- | ----------------------- |
| Wilma Aintila         | Lotto Dstny Ladies      |
| Chiara Consonni       | UAE Team ADQ            |
| Rosa Maria Klöser     | néo pro                 |
| Anastasiya Kolesava   | Canyon//SRAM Generation |
| Maria Martins         |                         |
| Cecilie Uttrup Ludwig | FDJ-Suez                |

| Départs       | Équipe 2024                   |
| ------------- | ----------------------------- |
| Shari Bossuyt | arrêt                         |
| Elise Chabbey | FDJ-Suez                      |
| Alex Morrice  | Smurfit Westrock Cycling Team |

### Effectifs
| Effectif 2025            | Effectif 2025     | Effectif 2025 | Effectif 2025                               |
| Cycliste                 | Date de naissance | Pays          | Équipe précédente                           |
| ------------------------ | ----------------- | ------------- | ------------------------------------------- |
| Wilma Aintila            | 12 avril 2004     | Finlande      | Lotto Dstny Ladies (2024)                   |
| Zoe Bäckstedt            | 24 septembre 2004 | Royaume-Uni   | EF Education-TIBCO-SVB (2023)               |
| Ricarda Bauernfeind      | 1 avril 2000      | Allemagne     | Canyon//SRAM Generation (2022)              |
| Neve Bradbury            | 11 avril 2002     | Australie     |                                             |
| Chiara Consonni          | 24 juin 1999      | Italie        | UAE Team ADQ (2024)                         |
| Tiffany Cromwell         | 6 juillet 1988    | Australie     | Orica-AIS (2013)                            |
| Justyna Czapla           | 24 janvier 2004   | Allemagne     | Canyon//SRAM Generation (2023)              |
| Chloé Dygert             | 1 janvier 1997    | États-Unis    | Sho-Air Twenty20 (2020)                     |
| Rosa Maria Klöser        | 24 juin 1996      | Allemagne     | MAAP x Rose Racing (2024)                   |
| Anastasiya Kolesava      | 2 juin 2000       | Biélorussie   | Canyon//SRAM Generation (2024)              |
| Cecilie Uttrup Ludwig    | 23 août 1995      | Danemark      | FDJ-Suez (2024)                             |
| Maria Martins            | 9 juillet 1999    | Portugal      | Fenix-Deceuninck (2023)                     |
| Antonia Niedermaier      | 20 février 2003   | Allemagne     | Canyon//SRAM Generation (2022)              |
| Katarzyna Niewiadoma     | 29 septembre 1994 | Pologne       | WM3 (2017)                                  |
| Soraya Paladin           | 4 mai 1993        | Italie        | Liv Racing (2021)                           |
| Agnieszka Skalniak-Sójka | 22 avril 1997     | Pologne       | Atom Deweloper-Posciellux.pl-Wrocław (2022) |
| Alice Towers             | 12 octobre 2002   | Royaume-Uni   | Le Col-Wahoo (2022)                         |
| Maike van der Duin       | 12 septembre 2001 | Pays-Bas      | Le Col-Wahoo (2022)                         |
|                          |                   |               |                                             |
| Source : ProCyclingStats |                   |               |                                             |

## Victoires

### Sur route
| Victoires | Victoires                                           | Victoires   | Victoires | Victoires                | Victoires |
| Date      | Course                                              | Pays        | Classe    | Vainqueur                |           |
| --------- | --------------------------------------------------- | ----------- | --------- | ------------------------ | --------- |
| 19 janv.  | 3e étape, Women's Tour Down Under                   | Australie   | 2.WWT     | Chloé Dygert             |           |
| 26 juin   | Championnat de Grande-Bretagne du contre-la-montre  | Royaume-Uni | CN        | Zoe Bäckstedt            |           |
| 26 juin   | Championnat de Pologne du contre-la-montre          | Pologne     | CN        | Agnieszka Skalniak-Sójka |           |
| 27 juin   | Championnat d'Allemagne du contre-la-montre         | Allemagne   | CN        | Antonia Niedermaier      |           |
| 27 juin   | Championnat d'Allemagne du contre-la-montre espoirs | Allemagne   | CN        | Justyna Czapla           |           |
| 28 juin   | Championnat de Pologne sur route                    | Pologne     | CN        | Katarzyna Niewiadoma     |           |
| 16 juill. | Prologue, Baloise Ladies Tour                       | Belgique    | 2.1       | Zoe Bäckstedt            |           |
| 19 juill. | 3eb étape, Baloise Ladies Tour                      | Belgique    | 2.1       | Zoe Bäckstedt            |           |
| 19 juill. | 3ea étape, Baloise Ladies Tour                      | Belgique    | 2.1       | Zoe Bäckstedt            |           |
| 20 juill. | Classement général, Baloise Ladies Tour             | Belgique    | 2.1       | Zoe Bäckstedt            |           |

### Résultats sur les courses majeures

#### Grands tours
| Grand tour            | Tour d'Espagne             | Tour d'Italie            | Tour de France |
| --------------------- | -------------------------- | ------------------------ | -------------- |
| Coureuse (classement) | Katarzyna Niewiadoma (11e) | Antonia Niedermaier (5e) |                |
| Accessits             | -                          | -                        |                |

## Classement mondial
| Classement UCI | Classement UCI | Classement UCI | Classement UCI |
| Coureur        | Coureur        | Pays           | Points         |
| -------------- | -------------- | -------------- | -------------- |